# Bethel (Vermont)
Bethel es un pueblo ubicado en el condado de Windsor en el estado estadounidense de Vermont. En el año 2010, tenía una población de 2030 habitantes, y una densidad poblacional de 17 personas por kilómetro cuadrado.

## Geografía
Bethel se encuentra ubicado en las coordenadas 43°50′40″N 72°38′46″O / 43.84444, -72.64611.

## Demografía
Según la Oficina del Censo, en el año 2000, los ingresos medios por hogar en la localidad eran de $34 141, y los ingresos medios por familia de $41 250. Los hombres tenían unos ingresos medios de $30 109, frente a los $21 829 de las mujeres. La renta per cápita para la localidad era de $17 577. Alrededor del 10.6 % de la población estaban por debajo del umbral de pobreza.